# 尼古拉耶夫卡 (克拉馬托爾斯克區)
尼古拉耶夫卡（羅馬化：Mykolaivka，發音：[mɪkoˈɫɑjiu̯kɐ]），或按烏克蘭語名譯米科拉伊夫卡，是乌克兰東部顿涅茨克州克拉马托尔斯克区尼古拉耶夫卡市镇内的城市及该市镇的行政中心，2020年7月18日前隶属于斯洛维扬斯克区。該市距離法理上的州府頓涅茨克95公里，始建於18世纪，面積6.5平方公里，海拔高度75米，2022年人口数量为14,210人。斯洛维扬斯克热电站位于此市。

## 图集

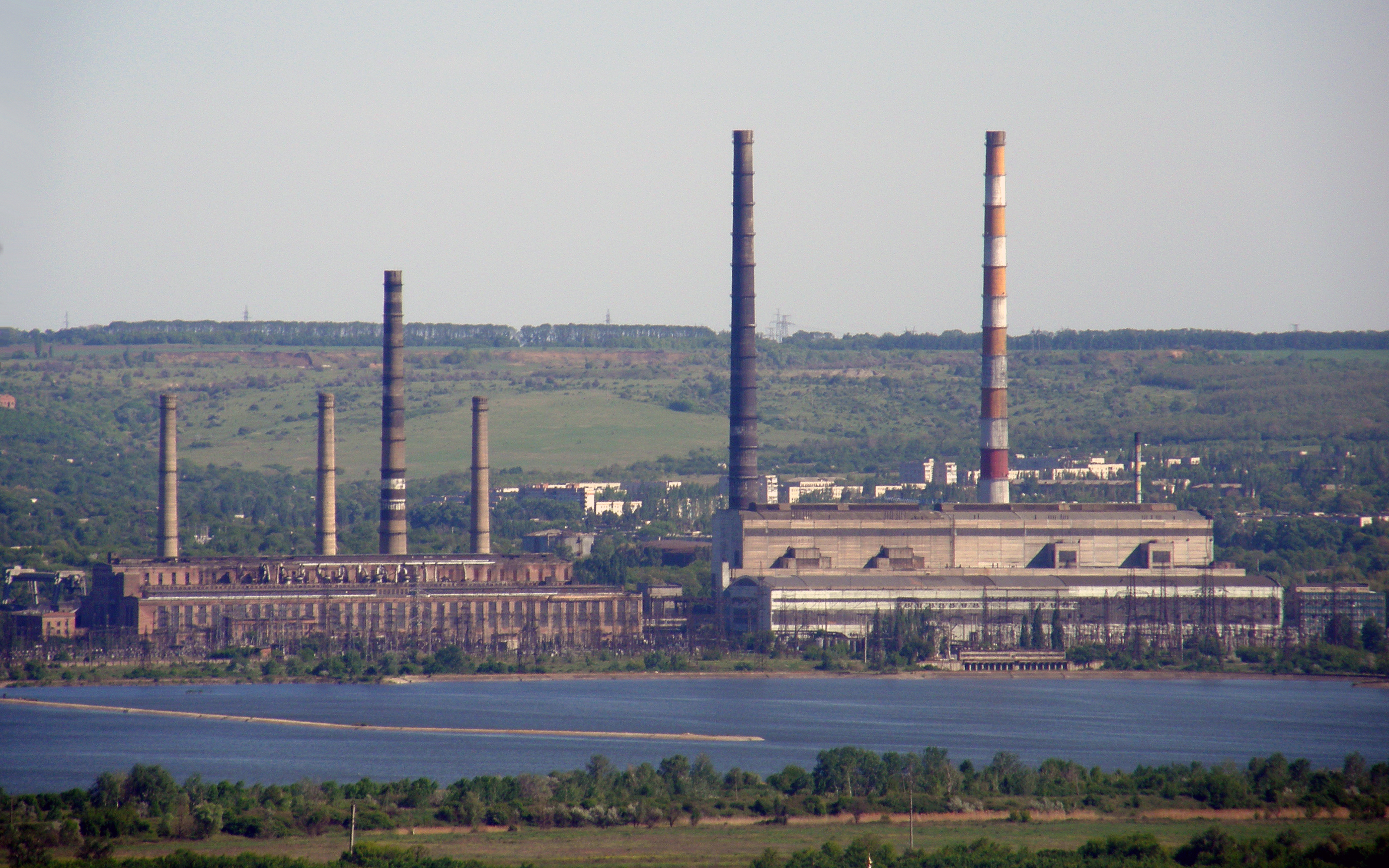
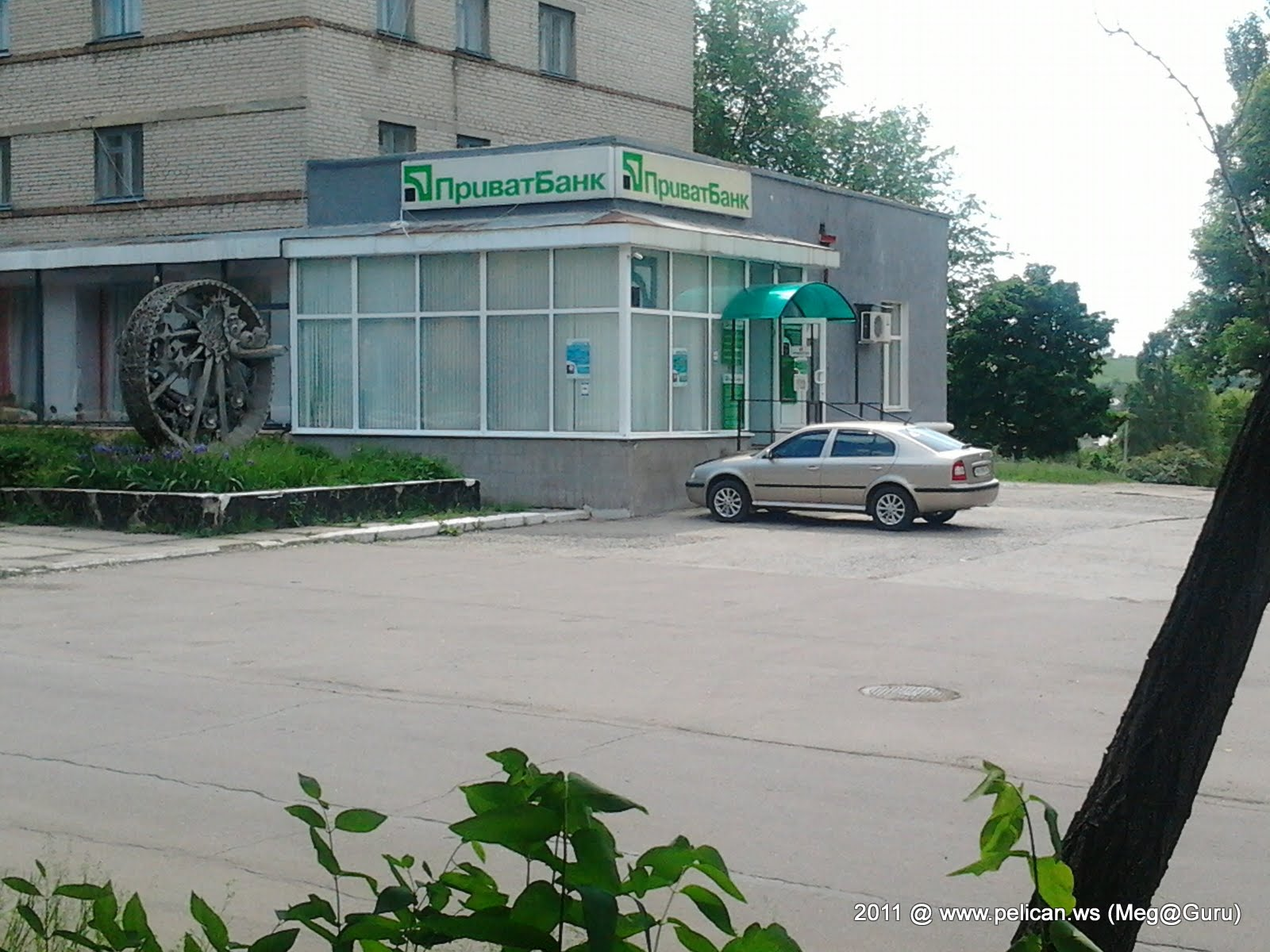

## 來源
1. ↑  周定国 (编). . . 中国对外翻译出版公司. NLC 003756704.[]
2. ↑   (PDF).   [2023-02-15]. （原始内容存档 (PDF)于2022-08-10）.